# Suchiniči
Suchiniči (in russo Сухиничи?) è una cittadina della Russia europea, nell'Oblast' di Kaluga, situata a circa 100 km da Kaluga sulle rive del fiume Brin'.
Fondata alla fine del XVIII secolo, ottenne lo status di città nel 1840, è capoluogo del rajon Suchiničskij. Si trova a circa duecentocinquantuno chilometri a sud-ovest di Mosca e duecentosettantuno a nord-est del confine ucraino.
La cittadina è servita dal più grande snodo ferroviario della regione di Kaluga, quello di Sukhinichi-Glavnye, che si trova sulla linea Mosca-Bryansk. La presenza di questo snodo favorisce in qualche modo l'economia locale, permettendo tra l'altro, la presenza di ambulanti.